# Tendine
Con il vocabolo tendine si intendono tutti quegli insiemi di fibre che permettono ai muscoli di fissare le proprie estremità ad un osso o alla pelle consentendo all'apparato contrattile di svolgere le sue funzioni. In caso di lesioni tendinee gravi, che comportano una totale o quasi rottura del tendine, si ha la perdita del movimento generato dal muscolo interessato (es. rottura del tendine di Achille con impossibilità di eseguire una flessione plantare della caviglia).

## Strutture annesse al tendine
Per preservare l'integrità dei tendini, durante il movimento dei segmenti ossei dettato dai muscoli, il corpo umano dispone di particolari tessuti molli, le guaina tendinea, che li rivestono lungo il loro decorso. Le guaine hanno dunque una funzione protettiva impedendo lo sfregamento e il conseguente deterioramento del tendine sulle superfici ossee, dovuto all'attrito tra i due corpi nel corso del tempo; inoltre, le guaine assicurano un incremento della performance muscolare poiché migliorano la capacità di scivolamento dei tendini. Oltre alle patologie del tendine, le stesse guaine tendinee, essendo membrane sinoviali a tutti gli effetti, possono andare incontro a flogosi che comprometteranno il corretto svolgimento delle attività muscolari.

## Proprietà biochimiche e biomeccaniche
La natura connettivale fibrosa dei tendini permette di classificarli all'interno dei tessuti molli non contrattili. Essendo tessuto connettivo, i tendini sono costituiti da matrice extracellulare e fibre. I tendini hanno capacità di resistenza alle forze di trazione e, in particolar modo, alla tensione generata dall'azione muscolare. Questa capacità influisce in maniera marcata nella composizione del tessuto. Il collagene di tipo I (unione di molecole di tropocollagene e fase finale della maturazione del collagene di tipo III) costituisce la quasi totalità delle fibre del tessuto che si dispongono parallelamente tra loro per aumentare la resistenza ai carichi di tensione. L'intensità del legame covalente tra le fibre rappresenta un altro fattore determinante nella stabilità biomeccanica del tessuto. Oltre al collagene, nei tendini è presente, ma in minor quantità, anche l'elastina, cioè una fibra proteica dotata di grandi proprietà elastiche.
La matrice extracellulare è composta soprattutto da proteoglicano e glicoproteina con il compito di consolidare la struttura fibrosa e di richiamare acqua per idratare il tessuto. Una composizione di questo tipo permette ai tendini di avere un rapporto sforzo/deformazione 98 volte inferiore al cemento armato e uno sforzo al quale il tendine si frattura solo 15 volte inferiore all'acciaio.
L'aumentare dell'età del soggetto, così come l'immobilità, l'inattività o l'utilizzo di corticosteroidi, colpiscono principalmente il numero di fibre di collagene di tipo I riducendolo e stravolgono la normale distribuzione parallela delle fibre. Il risultato finale sarà una riduzione delle qualità del tessuto che esporrà il soggetto ad un maggior rischio di lesioni, strappi e rotture tendinee.

## Patologie del tendine
Come molti altri tessuti del nostro organismo, se esposto per lunghi periodi a carichi e stress lavorativi che non è in grado di sopportare, anche il tendine può andare incontro a processi flogistici di varia natura. I più importanti sono rappresentati dalla tendinite (es. tendinite rotulea, achillea, ecc.) e dalla tenosinovite (fenomeno nel quale, oltre all'infiammazione del tendine, viene interessata anche la sinovia tendinea). La tendinosi è, invece, una degenerazione del tessuto tendineo dovuta a fattori lesivi che si perpetuano nel tempo.